# Hiram Samuel Iyodi
Hiram Samuel Iyodi, né le 29 août 1987 à Douala (Cameroun), est un ingénieur, chef d’entreprise et homme politique camerounais. Il est le Secrétaire exécutif du Mouvement Patriotique pour la Prospérité du Peuple (MP3), un parti politique souverainiste à tendance panafricaniste.
ll publie en 2011, à l'occasion du cinquantenaire des indépendances des pays d’Afrique francophone, Mes Rêves de Jeune : Le Cameroun des 50 prochaines années (éditions Veritas Cameroun). Cet ouvrage projette la vision qu’il porte pour le Cameroun à l’horizon 2060. Il s'agit du point de départ de son engagement sur la scène publique. 
En 2018, Hiram Iyodi est l’un des piliers de la campagne du Bâtonnier Akere Muna à l’élection présidentielle.

## Histoire

### Origines et enfance
Hiram Samuel Iyodi naît le 29 août 1987 à Douala au Cameroun. Il est l’aîné d’une fratrie de trois. Son père, Dieudonné Iyodi, né en 1958, est un ingénieur polytechnicien qui a passé l’essentiel de sa carrière dans le secteur pétrolier. Il est originaire du département de la Sanaga-maritime, dans la région du Littoral.  
Sa mère, Martine Nna Bika, née en 1960, est une commerçante et mère au foyer. Elle est originaire du département de l’Océan, dans la région du Sud. 
Ses deux grands-pères ont été proches des milieux indépendantistes camerounais dans les années 1950-1970, et son père, Dieudonné Iyodi, milite au sein de l’UPC au début des années 1990.

### Formation et études
Hiram Iyodi effectue ses études secondaires au collège Alfred Saker (C.A.S.) de la sixième en classe de seconde, puis au Collège Libermann où il obtient son baccalauréat scientifique en 2004.  
Dans ces deux établissements, il intègre le mouvement scout au sein duquel il participe à la construction d’écoles et de centres de santé dans plusieurs zones rurales du Cameroun. Souvent désigné comme chef de classe ou délégué des élèves, il assure la vice-présidence de ce qui tient lieu de coopérative des finissants du Collège Libermann en classe de terminale, au courant de l’année scolaire 2003/2004[réf. nécessaire]. 
Après un bref passage à l’Université de Buea en 2004 (Région du Sud-Ouest du Cameroun), il poursuit ses études d’ingénieur à l’Université Laval à Québec. Entre 2005 et 2010, il étudie le génie des procédés chimiques, puis entame un certificat en gestion des entreprises. A l'issue de ses études Hiram Samuel Iyodi est diplômé ingénieur des procédés chimiques, spécialiste des industries du raffinage, inscrit à l’ordre des ingénieurs du Québec.

## Carrière professionnelle
Hiram Samuel Iyodi rentre au Cameroun en juillet 2011 avec pour principal projet la publication de l’ouvrage Mes Rêves de Jeune : Le Cameroun des 50 prochaines années.

### Auditeur à Cameroun Audit Conseil
En novembre 2011, Hiram Iyodi intègre Cameroun Audit Conseil, entreprise héritiere d'Ernst&Young Cameroun, comme auditeur junior au sein du département pétrole et gaz,,. Pendant cinq années, il effectue des missions de conseil stratégique, d’audits opérationnels et de commissariat-aux-comptes auprès de sociétés nationales pétrolières, d’agences de régulation du secteur, de raffineries et d’entreprises de distribution des produits pétroliers en Afrique centrale.
En 2016, il quitte C.A.C. International pour rejoindre la firme d’ingénierie créée par son père (ancien de TOTAL Cameroun) au début des années 2000,. Hiram Iyodi rejoint donc l’entreprise familiale en 2016 en qualité de directeur des opérations, avec pour mission de diversifier l’offre de services et le portefeuille client. AGENSE S.A. devient AFRIK’GENESIS et compte quatre départements :  pétrole, gaz et mines ; énergie et infrastructures ; sécurité et environnement ; industries et services. 
De 2017 à 2022, Hiram Iyodi pilote particulièrement le développement de l’activité de la firme vers les industries de la transformation, avec un accent sur des missions d’optimisation des processus et des coûts. 
Depuis juin 2022, en parallèle de son rôle d’associé chez AFRIK’GENESIS, il assure la fonction de directeur général de transition auprès d’un groupe agro-industriel camerounais.

## Engagements

### Engagements étudiants
Déjà engagé dans les causes sociales au collège, Hiram Samuel Iyodi intègre les mouvements associatifs africains dès son arrivée au Canada en 2005. En 2006, il est copté au sein du bureau de l’Association des Camerounais de la Ville de Québec (ACQ), une organisation dont il prendra la présidence en 2008. Sous sa présidence, l’ACQ assiste le Haut-commissariat du Cameroun au Canada lors des préparatifs de la réception de la délégation présidentielle prenant part au 12ème sommet de la Francophonie à Québec. 
Le plus important de ses legs à la tête de cette association[réf. nécessaire] est le Weekend des étoiles qu’il a cofondé avec Eddy Bitcheki, alors président de l’Association des Etudiants Camerounais de l’Université de Sherbrooke (AECUS). Depuis 2009, cet évènement rassemble chaque weekend du 20 Mai, toute la communauté camerounaise du Canada qui célèbre l’unité nationale. 
En 2009, Hiram Iyodi est approché par Bruce Tabeth pour participer à la rédaction des textes fondateurs de United to Develop Africa (UDA), un collectif panafricain qui s’est donné pour mission de venir en aide aux enfants défavorisés du continent africain. Hiram conduit, au Canada, la première levée de fonds de ce collectif au profit des orphelins du Cameroun. Sous la direction de Bruce Tabeth qu’il assiste, UDA organise des tests de dépistage gratuits pour le VIH à Douala, procède à des remises de dons sous formes de produits alimentaires et pharmaceutiques auprès d’orphelinats, et finance les travaux de rénovation des bâtiments abritant l’école publique de Manoka, dans l’arrondissement de Douala 6ème. La même année (2009), Hiram Iyodi sympathise avec le mouvement The Nakande Project, qu’il accompagne dans l’organisation d’ateliers de leadership à l’attention de jeunes adolescentes au Cameroun. 

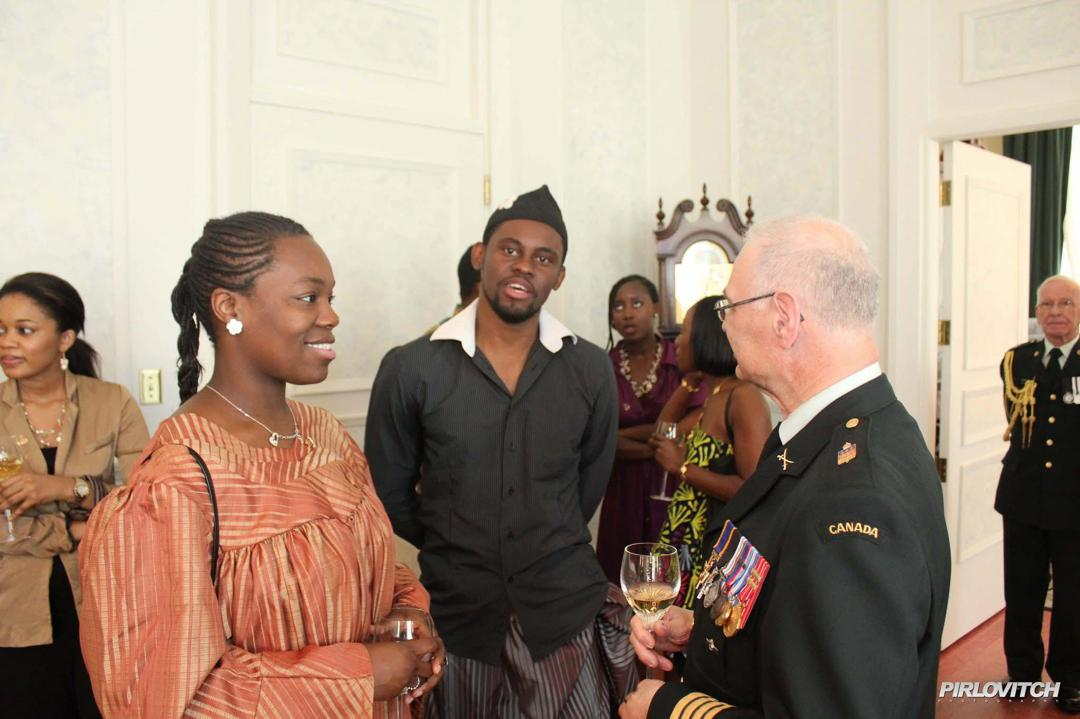
Hiram Iyodi, s'entretenant avec le Lieutenant-Gouverneur du Québec Pierre Duchesne

En Octobre 2008, la réception par l’ACQ de la délégation de camerounais s’étant rendus à Québec pour accueillir le Président de la République qui prenait part au sommet de la francophonie, offre à Hiram Iyodi l’occasion de renouer le contact avec son camarade de collège Hugues Mbedi Ebongue, alors étudiant à l’Université de Moncton. De leurs échanges naît un projet de regroupement des jeunes originaires de la côte camerounaise et résidant au Canada : Jeunesse Sawa Canada (JSC). JSC co-organisera en Août 2009 le Ngondo ô Canada qui verra la participation de Sa Majesté Feu Prince René Douala Manga Bell et de Justin Trudeau, alors député de l’Île de Montréal.

### Mouvements de jeunes
En 2010, alors qu’il clôture ses études d’ingénieur, Hiram Iyodi est approché par son compatriote Serge Tchaha pour participer à un projet d’ouvrage collectif (Nous faisons le rêve que l’Afrique de 2060 sera … (Editions L'Harmattan) qui a pour objectif de marquer la célébration des cinquantenaires des indépendances de quatorze pays africains (1960-2010). Cette sollicitation va conduire Hiram Iyodi à coucher sur papier sa vision et ses rêves pour le Cameroun de 2010-2060. Il publie aux éditions Veritas au Cameroun en 2011 : Mes Rêves de Jeune : Le Cameroun des 50 prochaines années. Cet ouvrage est un plaidoyer pour l’engagement des jeunes au service du développement culturel, social, institutionnel et économique du Cameroun. 
Désormais installé au Cameroun, Hiram Samuel Iyodi s’implique dans l’action citoyenne locale. En Juillet 2012, il est sélectionné comme ambassadeur national du collectif OSER l’Afrique, mandat qu’il assume pendant trois années. En fin d’année 2012, avec Bruce Tabeth et une dizaine d’autres amis, il planche sur la création d’une organisation qui permettrait de dynamiser l’engagement citoyen des 15-35 ans au Cameroun. En Décembre 2012 naît la Synergie de la Jeunesse Camerounaise (SJC). Cette organisation entend apporter des solutions aux problématiques rencontrées par les jeunes, dans trois domaines de compétences : le sociocommunautaire, l’entrepreneuriat social et l’engagement citoyen. 

Hiram S. Iyodi, face aux médias lors d'un workshop SJC

Sous la présidence d’Hiram Iyodi (2013-2016), la SJC publie son Carnet de l’Engagement pour la Jeunesse en Février 2014. Cet ouvrage-programme présente les projets que l’association entend implémenter. En Mai 2014 dans la Région de l’Ouest puis en Octobre 2015 dans la Région de l’Adamaoua, la SJC tient les deux premières éditions de ses excursions éducatives,,. Ces voyages permettent à une centaine de jeunes camerounais de découvrir la richesse culturelle et les merveilles touristiques de leur pays. En Février 2015, pour célébrer le premier anniversaire de la publication de son carnet, la SJC organise en collaboration avec le Groupement Inter-patronal du Cameroun (GICAM) et le cabinet APAVE, la première édition des Journées de l’Entrepreneuriat Jeunesse (JEJ). Les JEJ 2015 consistent en trois journées de formation gratuite aux techniques de recherche d’emploi, et d’information sur les opportunités entrepreneuriales dans le secteur de l’agro-industrie au Cameroun. Cette première édition compte plus de trois cent participants, et une vingtaine d’étudiants y bénéficient d’emplois et de stages. Sous la présidence d’Hiram Iyodi, la Synergie de la Jeunesse Camerounaise a également mis sur pieds un programme de coaching scolaire. Ce programme a permis de dispenser des cours de soutien et des formations au leadership, à la citoyenneté et à l’entrepreneuriat aux élèves de classe de 3ème du Lycée d’Akwa-nord à Douala. La SJC 2013-2016 a également consisté en plusieurs causeries éducatives et des workshops sur des thématiques aussi variées que les techniques de financement de projets pour les PME ou la place de la tradition dans le développement individuel et collectif.

## Parcours politique

### Débuts en politique
La fin du mandat d’Hiram Samuel Iyodi à la tête de la SJC en 2016 coïncide avec sa démission du Cabinet C.A.C. International. Il prend quelques mois de repos au Canada et c’est pendant cette période qu’il va nourrir son projet politique. Avec son ami Bruce Tabeth, ils engagent la rédaction du manifeste Bâtir Ensemble Notre Cameroun, puis créent le mouvement BUILD ENSEMBLE qui sensibilise les jeunes à l’engagement politique. 
En début d’année 2017, il est approché par des collaborateurs du Bâtonnier Akere Muna qui envisage de se porter candidat à l’élection présidentielle de 2018 au Cameroun. Il apporte ses compétences comme consultant stratégique, avant de rejoindre le Mouvement NOW naissant, en qualité de coordonnateur du programme politique. 
Hiram Samuel Iyodi sera l’un des piliers de la campagne présidentielle d’Akere Muna en 2018. Il structure et supervise la rédaction du programme politique, défend le candidat dans les médias et organise la mobilisation dans la région du Littoral. 
En août 2018, deux mois avant la tenue de l’élection, Hiram Iyodi engage un plaidoyer en faveur d’une candidature unique de l’opposition à la présidentielle. Il rallie à sa cause des leaders des équipes des différents candidats. Il sera l’un des artificiers de l’accord de coalition entre le Bâtonnier Akere Muna et le Pr. Maurice Kamto. Cette coalition se placera en 2ème position au sortir de l’élection présidentielle de 2018.

### Création du MP3

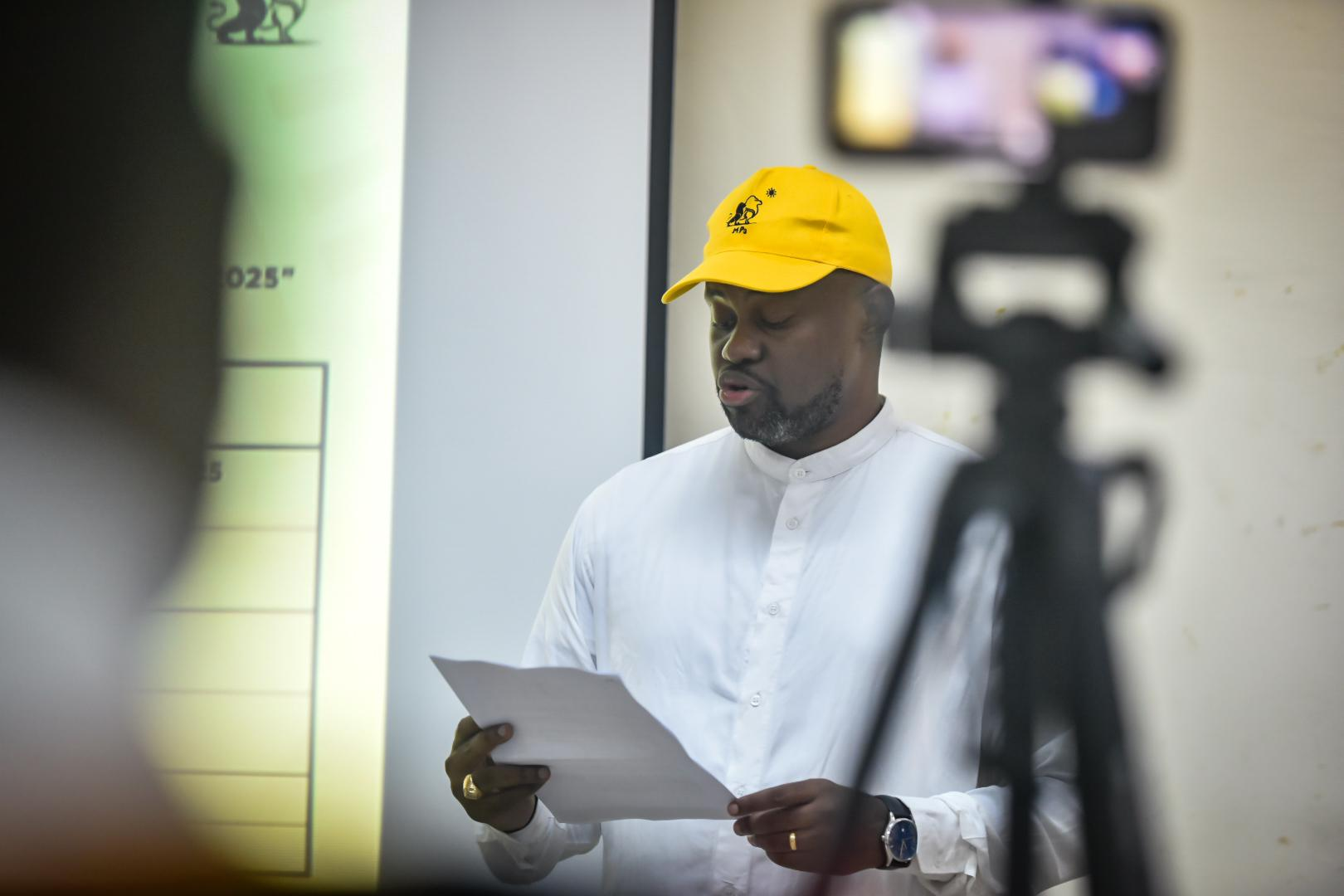
Hiram Samuel Iyodi lors d'un meeting MP3

Au terme de la présidentielle de 2018, plusieurs des leaders des mouvements NOW et BUILD ENSEMBLE décident de structurer un engagement politique de long terme, fondé sur une vision afro-centrée. Au cours d’une assemblée générale tenue le 17 novembre 2018 à Douala, ils créent le Mouvement Patriotique pour la Prospérité du Peuple (MP3). 
Cette nouvelle formation politique a pour idéologie, l’Afro-socio-libéralisme, qui se veut un courant panafricaniste à tendance centriste, se situant au point d’équilibre entre le socialisme et le libéralisme. Le parti a un modèle organisationnel innovant, axé autour d’un organe collégial qui est le secrétariat permanent. Hiram Samuel Iyodi administre ce secrétariat en qualité de secrétaire exécutif. 
Dès 2019, le MP3 engage ses opérations de mobilisation et d’installation de ses premières cellules. Un engouement se créée autour du MP3, notamment grâce à la qualité de la communication digitale du parti. Malheureusement et contrairement aux dispositions de la loi portant création des partis politiques, le MP3 tarde à être légalisé par les autorités camerounaises, ce qui entrave le déploiement du parti sur le terrain. 
Le MP3 travaille dans la clandestinité pendant cinq années, jusqu’à son autorisation légale le 09 novembre 2023. Le 09 juin 2024, le parti publie la version actualisée du Mémorandum sur son projet de société, et ouvre l’adhésion au public[réf. nécessaire]. 
En fin d’année 2024, le parti compte près d’un millier de militants actifs, répartis dans sept des dix régions du pays[réf. nécessaire]. 

### Élection présidentielle de 2025

Point de presse pour la présentation du Manifeste politique en vue de l'élection présidentielle camerounaise de 2025

Le 31 décembre 2024, Hiram Samuel Iyodi, alors secrétaire exécutif du MP3, prononce une adresse à l’attention des citoyens camerounais. Ce message de vœux présente la stratégie du parti en 2025, et surtout le Manifeste politique que le parti entend défendre au cours de l’élection présidentielle de cette année[réf. nécessaire].  
Ce programme qui s’intitule Le Kontinent Debout !, est synthétisé en douze clés pour libérer le Cameroun dès 2025. Le MP3 travaille à créer une forte adhésion autour de ce programme, pour influencer l’issue de la présidentielle de 2025.  

## Ouvrage
- Mes Rêves de Jeune... Le Cameroun des 50 Prochaines Années, Veritas, 2011  (ISBN 978-9-956-63506-1)